# Загарье (Омутнинский район)
Загарье — деревня в Омутнинском районе Кировской области. Входит в Залазнинское сельское поселение.

## География
Находится на правом берегу реки Вятка на расстоянии примерно 14 километров по прямой на восток-юго-восток от районного центра города Омутнинск.

## История
Основана предположительно в 1720-е годы государственными черносошными и монастырскими крестьянами в составе Слободского уезда. Впервые упоминается во 2-й ревизии 1747 года. Первые семьи: Власовы, Гридины и Гирёвы. В 1780-е годы относится к Кайской округе. В 1790 году учтено 5 семей и 55 жителей. В 1802 году относится к Глазовской округе, а позднее к Глазовскому уезду. В 1858 году 109 человек, в 1891 26 дворов и 184 жителя, в 1926 47 дворов и 245 человек.  В период коллективизации был основан колхоз «Красный путиловец», позже работали колхозы «Колос», «Путь Ленина», им. Ленина, «Звезда», затем совхоз «Загарский», ныне филиал агрофирмы «Колос» (2005 год).

## Население
Постоянное население  составляло 156 человек (русские 93%) в 2002 году, 42 в 2010 .